# Niklas Strömstedt

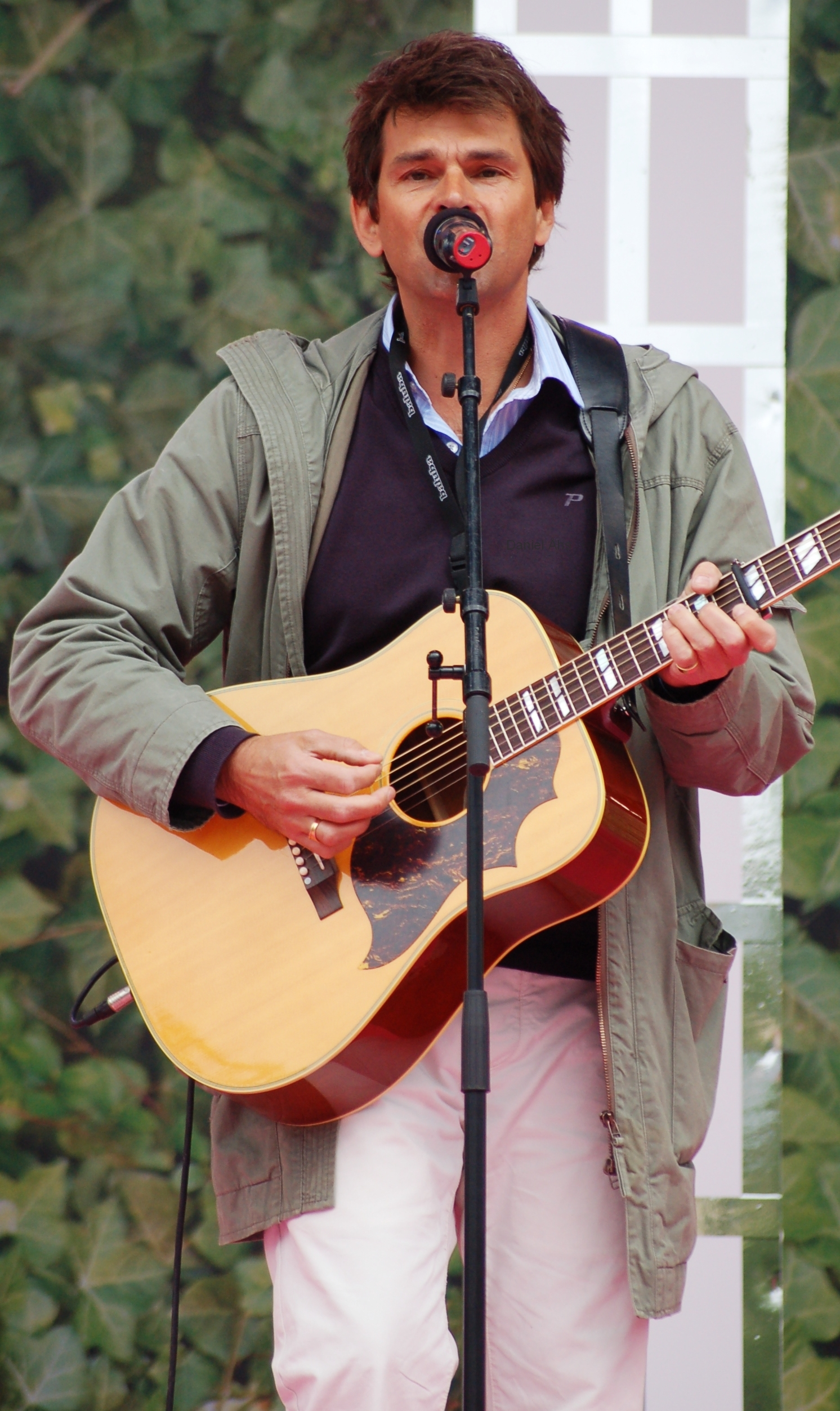
Niklas Strömstedt på Sommarkrysset vid Gröna Lund 2008.

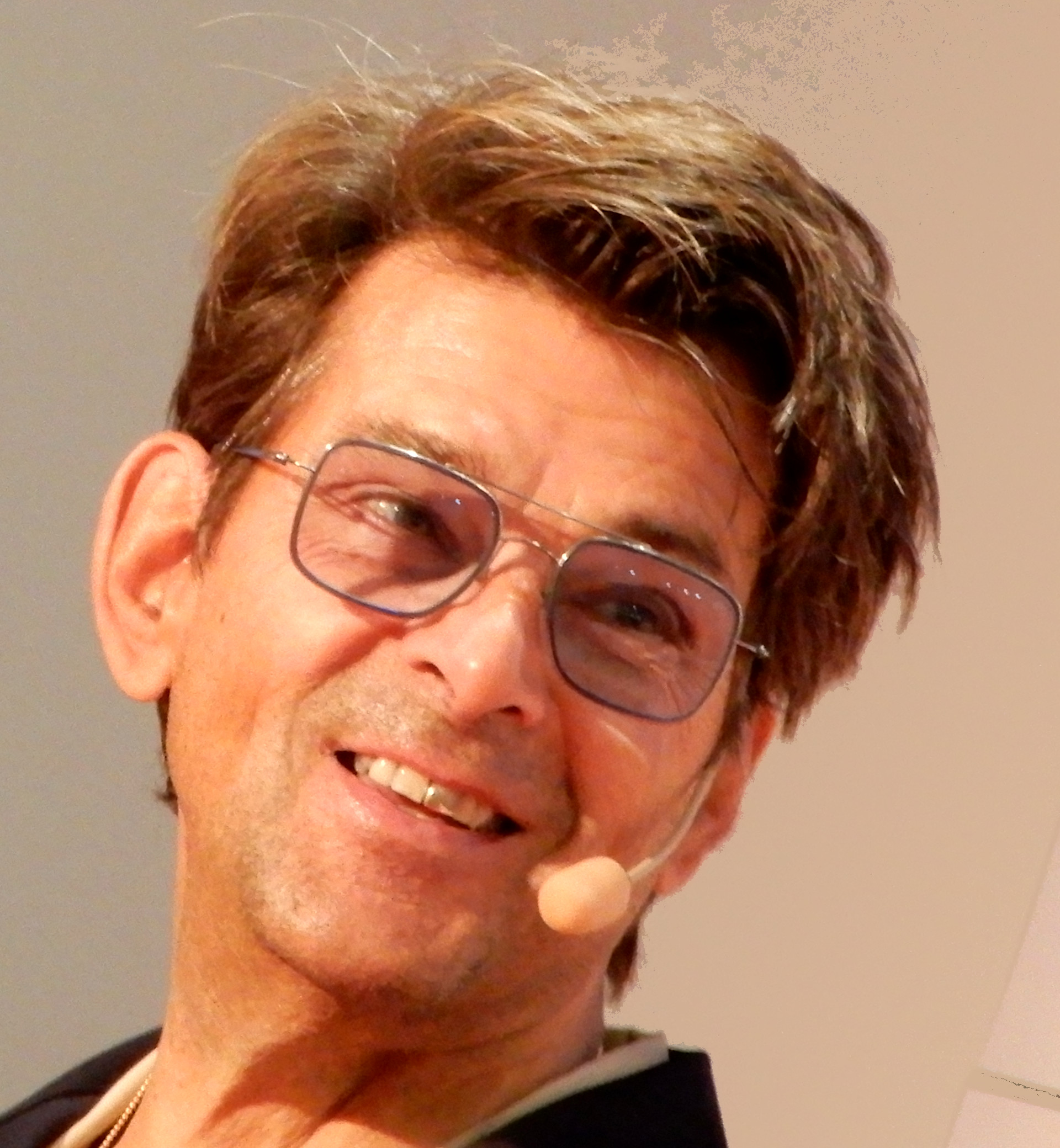
Niklas Strömstedt på Bokmässan 2022

Bo Anders Niklas Strömstedt, född 25 juli 1958 i Lund, är en svensk popsångare och låtskrivare. Han är son till Bo Strömstedt och Margareta Strömstedt. 
Niklas Strömstedts mest kända låtar är "Sista morgonen" och "Om". Han var även med och skrev "Tänd ett ljus" med Triad, och som medlem i gruppen GES tillsammans med Orup och Anders Glenmark, skrev han "När vi gräver guld i USA".  Strömstedt har på senare år arbetat inom TV som programledare.

## Biografi

### Bakgrund
Strömstedt föddes i Lund, men växte upp i Stockholm.
Redan 1967 medverkade Strömstedt i julkalendern Teskedsgumman i ett avsnitt i rollen som Bengt.
1977 var Niklas Strömstedt DJ på nyöppnade nattklubben Atlantic i Stockholm. Där träffade han Lasse Lindbom som hjälpte honom med några demo-inspelningar och Strömstedt blev även medlem i Lasse Lindbom Band. Strömstedt spelade klaviatur på Ulf Lundells turné ”Ripp Rapp” hösten 1979 och spelade också klaviatur på Lundells album Längre inåt landet (1980), Den vassa eggen (1985) och Det goda livet (1987) samt på turnéerna 1980 och 1985.
Strömstedt släppte två soloalbum, Skjut inte... det är bara jag! (1981) och Andra äventyr (1983). Ingen av skivorna fick någon nämnvärd framgång och Strömstedt fortsatte att skriva tillsammans med andra artister och medverka som bakgrundsmusiker. Strömstedt hade 1980 skrivit svensk text tillsammans med Per Gessle på Nick Lowes låt "Switchboard Susan" som Gyllene Tider spelade in som Marie i Växeln. Strömstedt medverkade 1983 på Per Gessles första soloalbum, och var med och skrev låtarna "Den bästa dagen" och "En känsla av regn" med Marie Fredriksson, som fanns med på hennes andra soloalbum "Den sjunde vågen". 1985 producerade Strömstedt Lili och Susies debutalbum.
1987 spelade Strömstedt in ett studioalbum tillsammans med Lasse Lindbom och Janne Bark under namnet Triad. Samma år fick gruppen en stor julhit med låten "Tänd ett ljus" som i efterhand har blivit en julklassiker. Strömstedt ville också ha med sin nyskrivna ballad "Sista morgonen" till albumet, men den valdes bort av övriga  inblandade. Samma år var Strömstedt även producent på hitsingeln "Rytmen av ett regn" av Milla's Mirakel!.

### Genombrott
1989 släpptes albumet En gång i livet som bland annat innehöll hitlåtarna "Sista morgonen", "Förlorad igen" och "En kvinna och en man" varav den senare var en duett med Anne-Lie Rydé. Albumet blev en framgång och låtarna spelades flitigt på radio. Därefter skrevs det nytt skivkontrakt med Metronome och Polar music. Strömstedts största hitlåt som soloartist är låten "Om" från albumet med samma namn, som både blev listetta på singellistan i Sverige, etta på Trackslistan och etta på Svensktoppen i juni 1990. Strömstedt vann även Rockbjörnen för årets manliga artist 1990. Året därpå var han en av artisterna på turnén Rocktåget tillsammans med Tomas Ledin och Lena Philipsson. Han gav 1992 ut albumet Halvvägs till framtiden med singelhits som titelspåret, "Oslagbara!" och "Bilderna av dej". Till den svenska Melodifestivalen 1992 skrev Strömstedt "I morgon är en annan dag" som framfördes av Christer Björkman och som blev den segrande melodin.
1994 bildade han gruppen GES tillsammans med Anders Glenmark och Orup. De skrev Sveriges officiella låt till fotbolls-VM 1994, "När vi gräver guld i USA". Låten blev en en stor succé, inte minst tack vare att det svenska landslaget tog brons i mästerskapet. Låten vann dessutom en Grammis för Årets låt. Albumet Glenmark, Eriksson, Strömstedt sålde sedan över 500.000 exemplar och de turnerade 1995 med en slutsåld sommarturné som sågs av över 200 000 människor.[källa behövs] 
I februari 1997 släppte Strömstedt soloalbumet Långt liv i lycka som blev uppmärksammad i samband med singeln "Inga änglar gråter" vars text behandlade Strömstedts och hustrun Efva Attlings skilsmässa. Albumet blev etta på den svenska albumlistan och han åkte samma år ut på en framgångsrik sommarturné. 
Strömstedt har förutom egna plattor också skrivit signaturmelodin till TV-serien Nya tider, som visades i TV4 åren 1999–2003. Han har också skrivit sångtexter på svenska till succémusikalen Mamma Mia!. Strömstedt släppte i februari 2001 albumet  Du blir du jag blir jag som innehöll hitsingeln "Med nyförälskad hand". Våren 2003 återkom GES och släppte Den andra skivan. Därefter fortsatte medlemmarna med andra projekt. 

### Comeback
Efter en längre tids uppehåll gjorde Strömstedt comeback i Melodifestivalen 2008 som joker i den fjärde deltävlingen i Karlskrona, men blev där utslagen, och släppte samma år albumet Två Vägar.  Under juli och augusti 2009 deltog Strömstedt i Diggiloo-turnén. I oktober samma år inledde Strömstedt turnén 30 år i kärlekens tjänst för att fira tiden som gått sedan han började sin bana som professionell musiker. I december släpptes en samlingsskiva med samma namn. Turnén fick strålande recensioner och förlängdes till sommaren 2010. 
I mars 2010 blev Strömstedt körledare för Växjökören i TV4-programmet Körslaget. Eftersom Ola Svensson 2009 tävlade och vann Körslaget med en kör från Strömstedts födelsestad Lund, valde Strömstedt att tävla med en kör från sin mor Margaretas hemtrakter där han vistats mycket som ung. Han medverkade i säsong fem av SVT-programmet Stjärnorna på slottet 2010–2011. Sedan 2011 har Strömstedt rönt framgång som programledare med TV-programmet Tack för musiken! där han intervjuar, och spelar tillsammans med, betydelsefulla svenska musiker. 
Han har tävlat tillsammans med sin hustru Jenny Strömstedt i TV-programmet På spåret. De medverkade i tre säsonger mellan 2010 och 2015, och 2011–2012 gick de till final.
Sommaren 2014 turnerade Strömstedt tillsammans med musikern Eric Bazilian som The Man Band i Sverige, och släppte singeln "Dog Days of July". Även den amerikanska artisten Harmony Montclair medverkade.
2015 deltog han i TV4:s program Så mycket bättre. Våren 2016 spelade Strömstedt en egen krogshow på Hamburger Börs i Stockholm kallad "Storhetsvansinne" där bland andra skådespelerskan Rakel Wärmländer medverkar i ensemblen. Showen blev en stor publiksuccé och ytterligare shower planerades till Trägår'n i Göteborg hösten 2016.  Han medverkade i ett avsnitt av komediserien Ack Värmland 2017. 2017 blev det en återförening med GES och sex slutsålda föreställningar i Borgholms slottsruin för att sommaren efter ge sig ut på en rikstäckande turné.
2019 gjorde Strömstedt en uppmärksammad tolkning av Magnus Ugglas låt "Jag mår illa" när han återigen medverkade i Så mycket bättre. Strömstedt bytte ut namnen på de personer som förekommer i originaltexten och hänvisade till samtida händelser. Strömstedt hyllade bland annat Greta Thunberg och Sara Danius och hånade Horace Engdahl och den så kallade Kulturprofilen.
I september 2021 hade GES krogshow ”Stanna världen en stund” premiär.
I september 2023 släpptes självbiografin Om Niklas Strömstedt på Norstedts.
År 2025 fick Strömstedts hitlåt Om som utkom 1990 ett uppsving när den blev viral på plattformen TikTok. Låten blev i maj detta år den nionde mest spelade i Sverige på Spotify i och med detta. Strömstedt uttryckte att han tyckte det kändes väldigt roligt och att han tycker låten är något tidlös.
Den 23 maj 2025 släppte Strömstedt singeln ”Långholmsgatan 2” tillsammans med sångerskan Johanna Frostling.

### Privatliv
Niklas Strömstedt gifte sig 1985 med Efva Attling, som han har två söner med, Adam och Simon Strömstedt. Paret skilde sig 1995. Senare har han varit sambo med Agneta Sjödin, och tillsammans har de dottern Maja Strömstedt.
Sedan 16 juli 2011 är han gift med Jenny Strömstedt, tidigare känd under namnet Östergren.

## Priser och utmärkelser
- 1990 – Rockbjörnen för årets manliga artist
- 1990 – Johnny Bode-stipendiet
- 1994 – Grammis (med Glenmark, Eriksson, Strömstedt) för årets låt ("När vi gräver guld i USA")
- 2011 – Evert Taube-stipendiet
- 2015 – Karamelodiktstipendiet

## Diskografi

### Album
- 1981 – Skjut inte... det är bara jag!
- 1983 – Andra äventyr
- 1989 – En gång i livet
- 1990 – Om!
- 1992 – Halvvägs till framtiden
- 1997 – Långt liv i lycka
- 2001 – Du blir du jag blir jag
- 2008 – Två vägar

### Samlingsalbum
- 1990 – Tårar i regn
- 1998 – Oslagbara 1989–1999
- 2009 – 30 år i kärlekens tjänst
- 2016 – Storhetsvansinne

### Album medTriad
- 1988 – Triad

### Album medGES
- 1995 – Glenmark, Eriksson, Strömstedt
- 2003 – Den andra skivan

### Singlar
- 1980 - Jag Ringer Dej
- 1981 - Gå inte Än
- 1981 - Om Och Om Igen
- 1983 - Jealousy
- 1985 - Precis Som Ett Barn
- 1988 - Sista Morgonen
- 1989 - En Kvinna och En Man (med Anne-Lie Rydé
- 1989 - Förlorad Igen
- 1990 - Om
- 1990 - Vart du än Går
- 1990 - Flickor Talar om Kärleken
- 1991 - Runt, Runt, Runt
- 1991 - En Väg Till Mitt Hjärta
- 1992 - Halvvägs Till Framtiden
- 1992 - Bilderna Av Dej
- 1993 - I Hennes Rum
- 1993 - Oslagbara
- 1996 - Sånt är Livet
- 1997 - Inga Änglar Gråter
- 1997 - 24 timmar
- 1997 - Färja Ut I Rymden
- 1997 - Gå på Jorden
- 1998 - Nu Har Det Landat En Ängel
- 2001 - Med Nyförälskad Hand
- 2001 - Röd Som Blod
- 2001 - Vakta Min Ensamhet
- 2007 - Vi Vet
- 2008 - På Stockholms Gator
- 2008 - För Många Ord Om Kärlek
- 2009 - I Mina Ögon (med Svenska Lyxorkestern)
- 2016 - Guld & Svärta, Själ & Hjärta
- 2016 - Varför Är Du I Göteborg?
- 2016 - Hör dem igen - Tolkningarna från Så Mycket Bättre EP
- 2017 - Ett Ljus I Mörkret
- 2018 - Du Hinner med en Gubbe Till
- 2019 - Jag kan Gilla
- 2019 - Jenny vill du ha mig
- 2019 - Det Lyckliga slutet
- 2025 - Långholmsgatan 2 (med Johanna Frostling)

### Singlar (som Hagsätra Sport medAndreas Johnson)
- 2011 - Idag kommer aldrig mer
- 2012 - Hagsätra IP
- 2020 - Gröna Linjens Lucia
- 2024 - Elaine